# Asplenium cuspidatum
Asplenium cuspidatum är en svartbräkenväxtart som beskrevs av Jean-Baptiste Lamarck. Asplenium cuspidatum ingår i släktet Asplenium och familjen Aspleniaceae.

## Underarter
Arten delas in i följande underarter:
- A. c. foeniculaceum
- A. c. triculum

## Bildgalleri

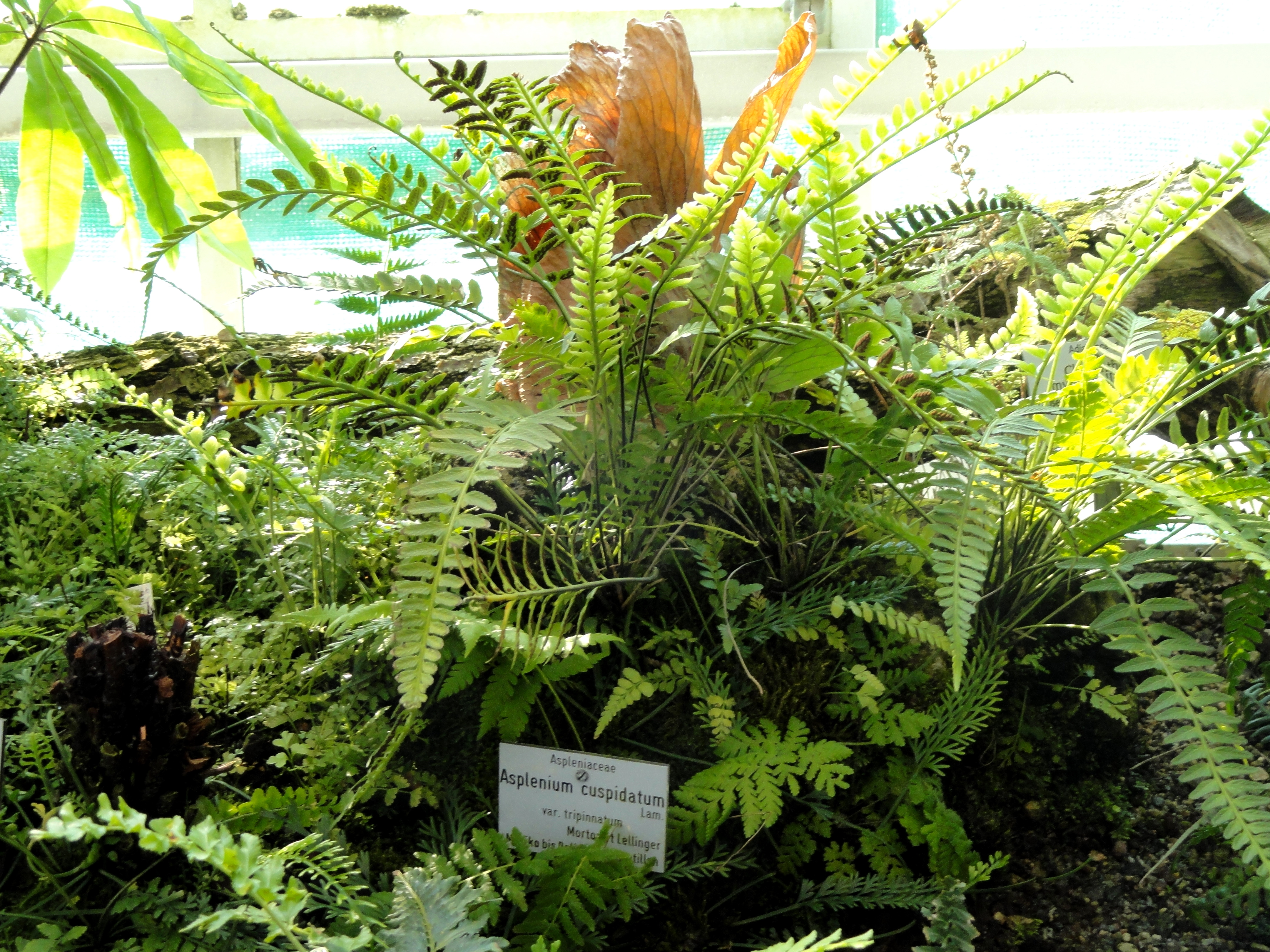